# 七ツ洞公園
七ツ洞公園（ななつどうこうえん）は、茨城県水戸市にある水戸市立の公園である。1999年（平成11年）に開園し、イギリス式の自然風形式庭園を持つ。映画『テルマエ・ロマエ』のロケ地となったことでも知られる。

## 概要
園内は、直径50mのイギリス式円形花壇「秘密の花苑」を中心としたエリアAと5つのダムと池からなるエリアBに分かれている。現在の敷地は約8haだが、ピクニックガーデンのエリアCおよび芸術の森のエリアDの整備が予定されており、最終的な敷地面積は約14.7haとなる計画である。
設計はイギリスのランドスケープコンサルタント会社によるもので、パビリオン(四阿)やフォリー(模造建築物)等の園内施設の建材はイギリスから輸入されたものを使用している。
なお「七ツ洞」という名称の由来は、園内に権現山横穴群という遺跡があり、7基の横穴式古墳(現存するのは5基)が在ったことによる。

### 沿革
- 1987年 「ふるさとの森整備事業」として整備開始
- 1989年 公園敷地が環境庁から「ふるさといきものの里」に選定される[4]。
- 1999年 開園
- 2011年 東日本大震災により一部の施設が倒壊
- 2012年 映画「テルマエ・ロマエ」のロケが行われる
- 2012年 「秘密の花苑」の管理に水戸市植物公園が関わることになる

## ふるさといきものの里
現在の公園敷地は小動物生息環境保全地域として1989年（平成元年）4月27日に環境庁（現在の環境省）から「ふるさといきものの里」に選定されている。園内にはゲンジボタルやヘイケボタル、トンボ類などが生育している。

## 映画「テルマエ・ロマエ」
園内にはイギリスから輸入した石材や煉瓦によるパビリオンやフォーリーなどが散在しており、その景観が古代ローマを彷彿させるとして、2012年4月から5月にかけて、映画「テルマエ・ロマエ」のロケが行われた。映画公開後には、その効果により来園者数が約1.6倍に増加した。

## ギャラリー
- フォーリー
- 映画「テルマエ・ロマエ」のロケに使われた井戸
- 秘密の花園の入り口
- 秘密の花園
- ダムD
- ダムE